# Extracto de levedura
Extracto de levedura é um produto residual do fabrico de cerveja que contém altas concentrações de levedura e que se emprega frequentemente na indústria alimentar como aditivo. 

## Usos
Alguns dos produtos que contêm este ingrediente são empregues como alimentos como Cenovit, Marmite, e Vegemite.